# Betty Boop's Rise to Fame
Betty Boop's Rise to Fame es un corto de animación estadounidense de 1934, de la serie de Betty Boop. Fue producido por los estudios Fleischer y distribuido por Paramount Pictures.
El corto es una mezcla de imágenes reales y dibujadas, al estilo de la antigua serie Out of Inkwell de los mismos estudios. En el corto aparecen Betty Boop y, en imagen real, Max Fleischer y un periodista.

## Argumento
Un periodista entrevista a Max Fleischer sobre Betty Boop. Max dibuja a Betty y la insta a que repita algunas de sus mejores actuaciones: algunos números de canto y danza de los cortos Stopping the Show, The Old Man of the Mountain y Betty Boop's Bamboo Isle.

## Producción
Betty Boop's Rise to Fame es la vigésima octava entrega de la serie de Betty Boop y fue estrenada el 18 de mayo de 1934.